# Leucopogon allittii
Leucopogon allittii är en ljungväxtart som beskrevs av Ferdinand von Mueller. Leucopogon allittii ingår i släktet Leucopogon och familjen ljungväxter. Inga underarter finns listade i Catalogue of Life.